# Tessy-Bocage
Tessy-Bocage – gmina we Francji, w regionie Normandia, w departamencie Manche. W 2013 roku liczba ludności wynosiła 2383 mieszkańców. 
Gmina została utworzona 1 stycznia 2016 roku z połączenia dwóch ówczesnych gmin: Fervaches oraz Tessy-sur-Vire. Siedzibą gminy została miejscowość Tessy-sur-Vire. Dnia 1 stycznia 2018 roku połączono dwie wcześniejsze gminy: Pont-Farcy oraz Tessy-Bocage. Siedzibą gminy została miejscowość Tessy-sur-Vire, a nowa gmina przyjęła nazwę Tessy-Bocage. 